# براشوة
براشوة (بالإنجليزية: BRACHOUA)‏ هي قرية ريفية تابعة لإقليم الخميسات ضمن جهة الرباط سلا زمور زعير بالمغرب. بلغ مجموع عدد سكان براشوة حسب إحصاءات 2004 حوالي 12371 نسمة من بينهم1 أجانبي يعيشون في 2256 أسرة.